# Markazit
Markazit je mineralna oblika železovega sulfida FeS2. Pogosto se zamenjuje s piritom, ki ima sicer enako kemijsko sestavo, toda drugačno kristalno strukturo, večjo gostoto in je manj krhek. Kristali markazita so nestabilni in se radi drobijo in lomijo. 
Sveža površina minerala je svetlo rumene do skoraj bela in ima lesketajoč se kovinski sijaj. Površina kmalu pomotni in se rumenkasto ali rjavkasto obarva in dobi črno barvo črte. Markazit je krhek in  se ne da raziti z nožem. Tanki  ploščati kristali, združeni v skupine, se imenujejo petelinji grebeni. 
Ime markazit je nastalo leta 1845 iz arabske ali mavrske besede markašita, ki pomeni ognjeni kamen oziroma pirit in njemu podobne minerale kovinske bronaste barve.
Markazitni dragulji so cenen nakit, ki se napačno imenujejo markazitni, ker so izdelani iz pirita. Pravi markazit se ni nikoli uporabljal za izdelavo nakita, ker je preveč krhek in kemično nestabilen.

## Nastanek in nahajališča
Markazit je nastal kot primarni ali sekundarni mineral, praviloma pri nizkih temperaturah  in v zelo kislih pogojih.  Nahaja se v sedimentnih kamninah, na primer v skrilavcih, apnencih in nenakovostnih premogih in hidrotermalnih žilah. Pogosto ga spremljajo pirit,  pirotit, galenit, sfalerit, fluorit, dolomit in kalcit.
Kot primarni mineral tvori nodule, konkrecije in kristale v raznih sedimentnih kamninah. V Dovru in Kentu (Anglija) na primer se pojavlja v kredi v obliki ostrih posameznih kristalov in kristalnih skupkov, podobnih tistim na sliki.
Kot sekundarni mineral nastaja s kemijsko spremembo primarnih mineralov, na primer pirotita ali halkopirita. 
V Sloveniji se pojavlja v rudnikih Trbovlje, Zagorje, Idriji, v okolici Šentjurja pri Celju in nekaj drugih manjših nahajališčih.

## Pretvorbe
Markazit je v zelo vlažnih pogojih bolj reaktiven od pirita. Produkta razpada sta železov(II) sulfat  in žveplova kislina. Hidratizirani železov sulfat tvori bel prah, ki je sestavljen iz minerala melanterita (FeSO4•7H2O).
Tašen razpad markazita v zbirkah mineralov se imenuje piritni razpad. Med piritnim razpadom markazit reagira z vlago iz zraka, nastalo žveplo pa z vlago tvori žveplovo kislino, ki napada tudi sosednje sulfidne minerale. Proces se prepreči ali upočasni z zmanjšanjem realativne vlažnosti pod  60%.